# Electronica
Em música, o termo electronica tem sido utilizado para incluir uma ampla gama de estilos contemporâneos da música eletrônica projetada para uma ampla variedade de usos, incluindo ouvir em primeiro plano, algumas formas de dança e música de fundo para outras atividades, no entanto, ao contrário da música de dança electrónica, não é feita especificamente para a dança. Alguns artistas de IDM tem comumente preferido esta denominação, de fato, o termo pode ser encarado como um nomenclatura mais ampla em relação ao termo intelligent dance music, mais restrito.
O termo foi usado pela primeira vez nos Estados Unidos no início de 1990 com relação a cena pós-rave global e a influência da música de dança electrónica.[carece de fontes?] Gêneros como techno, drum and bass, downtempo e ambient estão entre aqueles abrangidas pelo termo guarda-chuva, entrando no mainstream americano, o termo foi usado apenas para rotular artistas "alternativos" ou "undergrounds" locais durante a década de 1990. Antes da adoção do termo electrónica, nomes como electronic listening music eram utilizados. Hoje ainda se utiliza o termo intelligent dance music (IDM), embora produtores e músicos prefiram o nome Eletrónica.[carece de fontes?]
O Allmusic qualifica a Eletrónica como um gênero de nível superior em sua página principal, onde afirma incluir a "música para dançar", como techno, drum and bass e a "música para ouvir", como chillout e ambient.